# Шавлинські озера
Шавлинські озера — група озер на Алтаї в течії річки Шавли, в районі Північно-Чуйського хребта.

## Розташування
Ланцюжок Шавлинських озер складається з декількох водойм, мають різні найменування в різних джерелах. Верхнє озеро розташоване вище межі лісу, на висоті 2164 м над рівнем моря. Береги пологі, являють собою хаотичне нагромадження уламків скельних порід діаметром до 5 метрів. Нижнє озеро більше за площею, лежить на висоті 1983 м над рівнем моря. На його східному березі, порослому модриновим лісом, розташована велика кількість зручних туристичних стоянок. Західний берег крутий, кам'янистий, місць для стоянок немає.

## Туризм

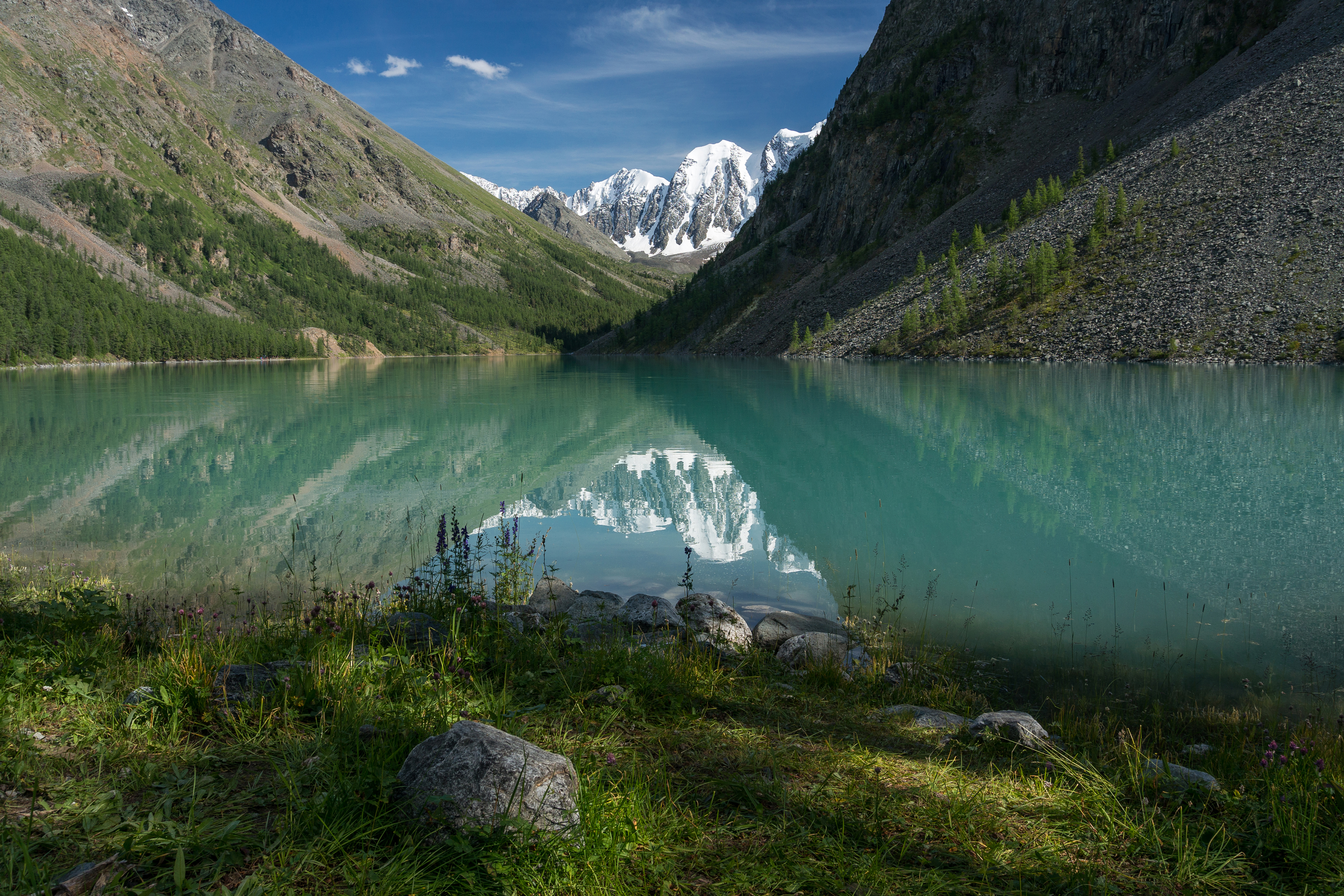
Нижнє Шавлинське озеро. Вид зі східного берега

Шавлинські озера — популярний туристичний об'єкт, мета піших та кінних маршрутів, організованих туристичними компаніями Горно-Алтайська, Бійська, Барнаула та інших міст. Відправною точкою маршруту традиційно є селище Чибіт, що розташоване на Чуйському тракті. Звідси стежка спершу піднімається на плато Ештикол (через перевал Орой, висота бл. 2220 м), потім спускається в долину річки Шавли. Подальший підйом йде по правому (орографічно) березі річки Шавли до Нижнього Шавлинського озера. Загальна протяжність маршруту (туди і назад) становить близько 70 кілометрів. Ділянка стежки до верхнього озера для коней непрохідна, тому в складі кінних турів часто влаштовуються одноденні радіальні виходи на верхнє озеро, базовий табір традиційно організовується на нижньому.
Шавлинські озера часто відвідуються туристами і в складі більш складних туристичних маршрутів. Уздовж лівої притоки Шавли (в деяких джерелах — р. Ліва Шавла) стежка веде на перевал Куранду, в долину річки Куранду, правої притоки Юнгура. Від верхнього озера стежка веде через перевал до підніжжя гори Маашейбаш і витоків струмка Машею, що впадає в Чую. Верхнє озеро лежить біля підніжжя головної гряди Північно-Чуйського хребта з вершинами Мрія, Казка і Красуня (висота до 3700 метрів), кожна з яких має постійне заледеніння і досить складна для сходження. 

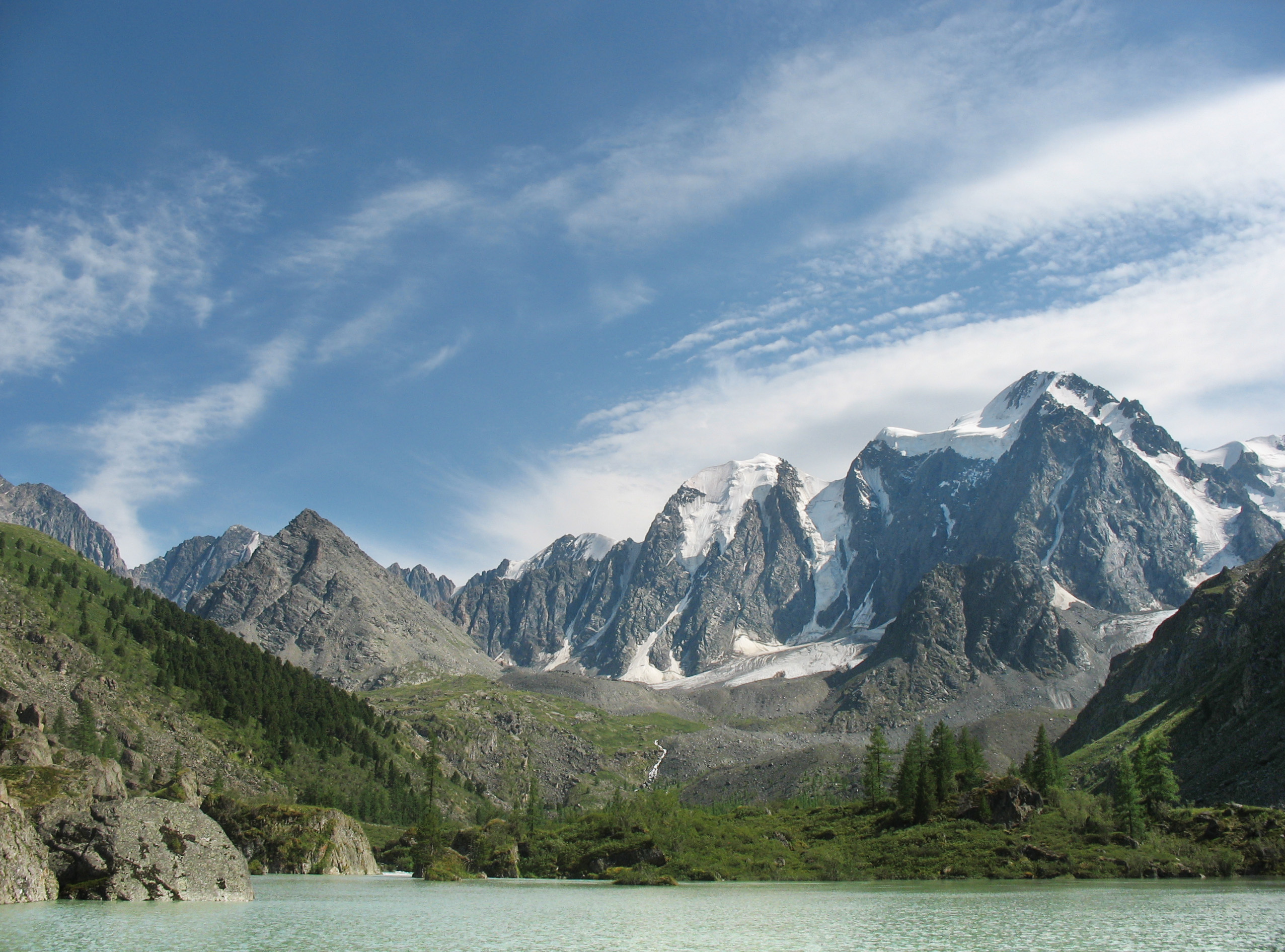
Верхнє Шавлинське озеро і вершини Північно-Чуйського хребта: Мрія, Казка і Красуня.

## Опис району
Природа Шавлинських озер традиційна для цього регіону. На відкритих просторах ліс відсутній або рідкий, переважає модрина, місцями зустрічається сибірський кедр. У захищених горами улоговинах (включаючи східний берег Нижнього Шавлинського озера) ліс густий, з багатим підліском, трапляються чорниця, брусниця, жимолость блакитна. З фауни можна відзначити велику кількість бурундуків, в каменях вище межі лісу поширена пискуха.

## Цікаві факти
Борис Миколайович Делоне, знаменитий російський математик і альпініст, назвав Шавлинське озеро «Чемпіоном краси». Делоне багато разів бував на Кавказі, в швейцарських, французьких, австрійських та італійських Альпах, але, за його словами, нічого подібного там не бачив.
Саме Делоне охрестив одну з гір в околицях Шавлинських озер Красунею. Сусідню з нею назвав Казкою фізик і альпініст Ігор Євгенович Тамм.

## Галерея

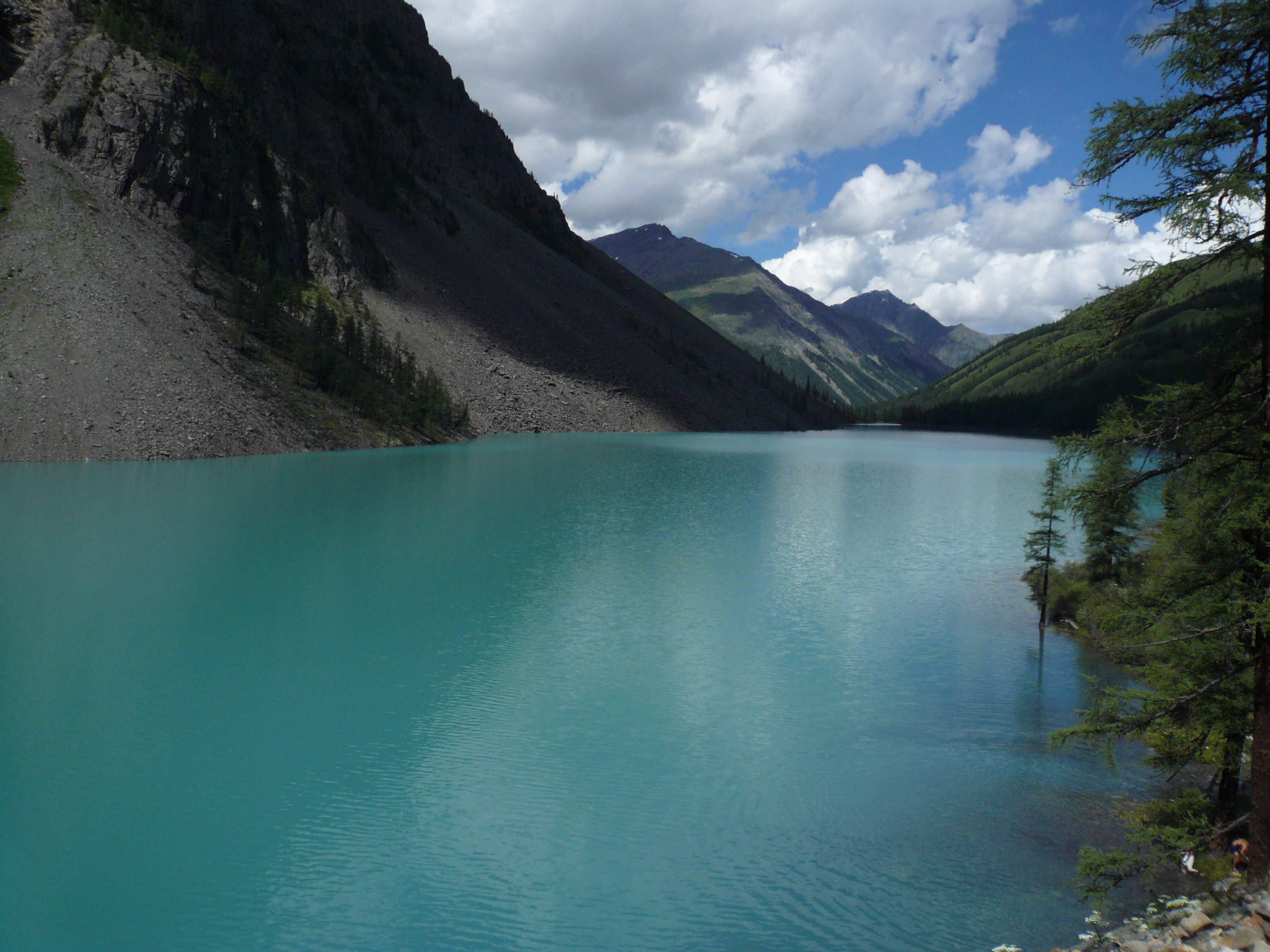
Нижнє Шавлинське озеро. Літо 2010 року
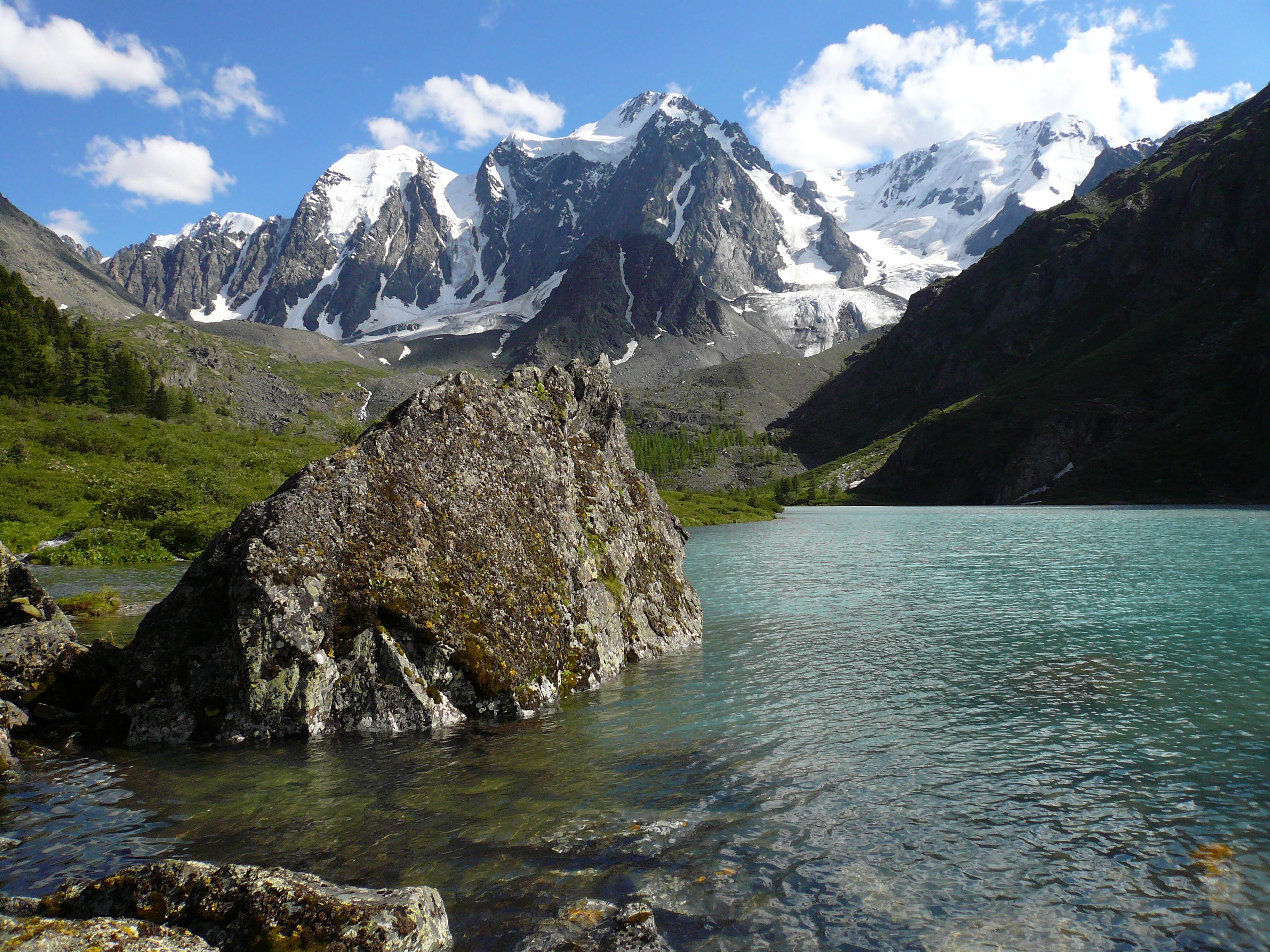
Верхнє Шавлинське озеро. Літо 2010 року
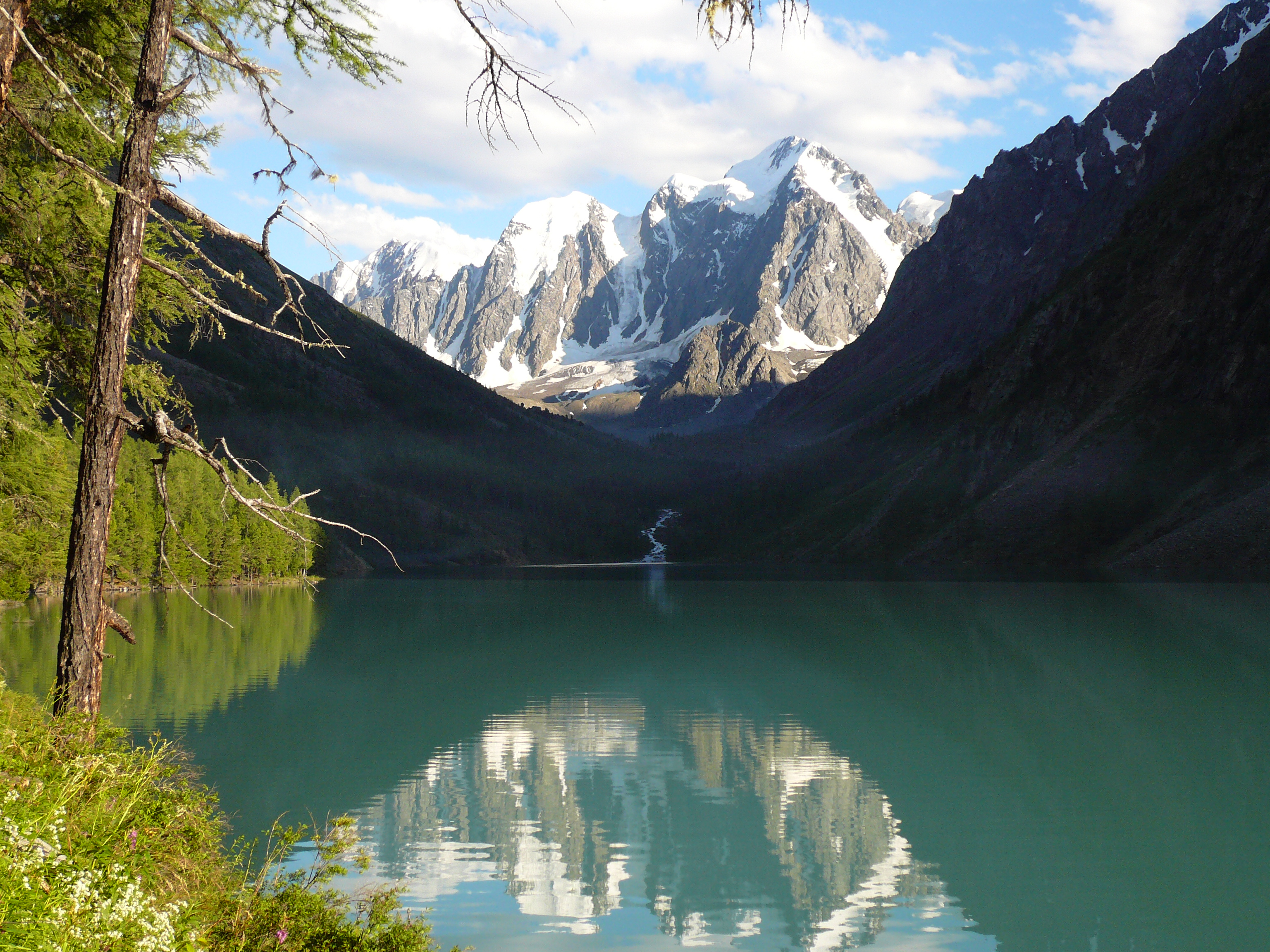
Вид з Нижнього в сторону Верхнього Шавлинського озера. Літо 2010 року
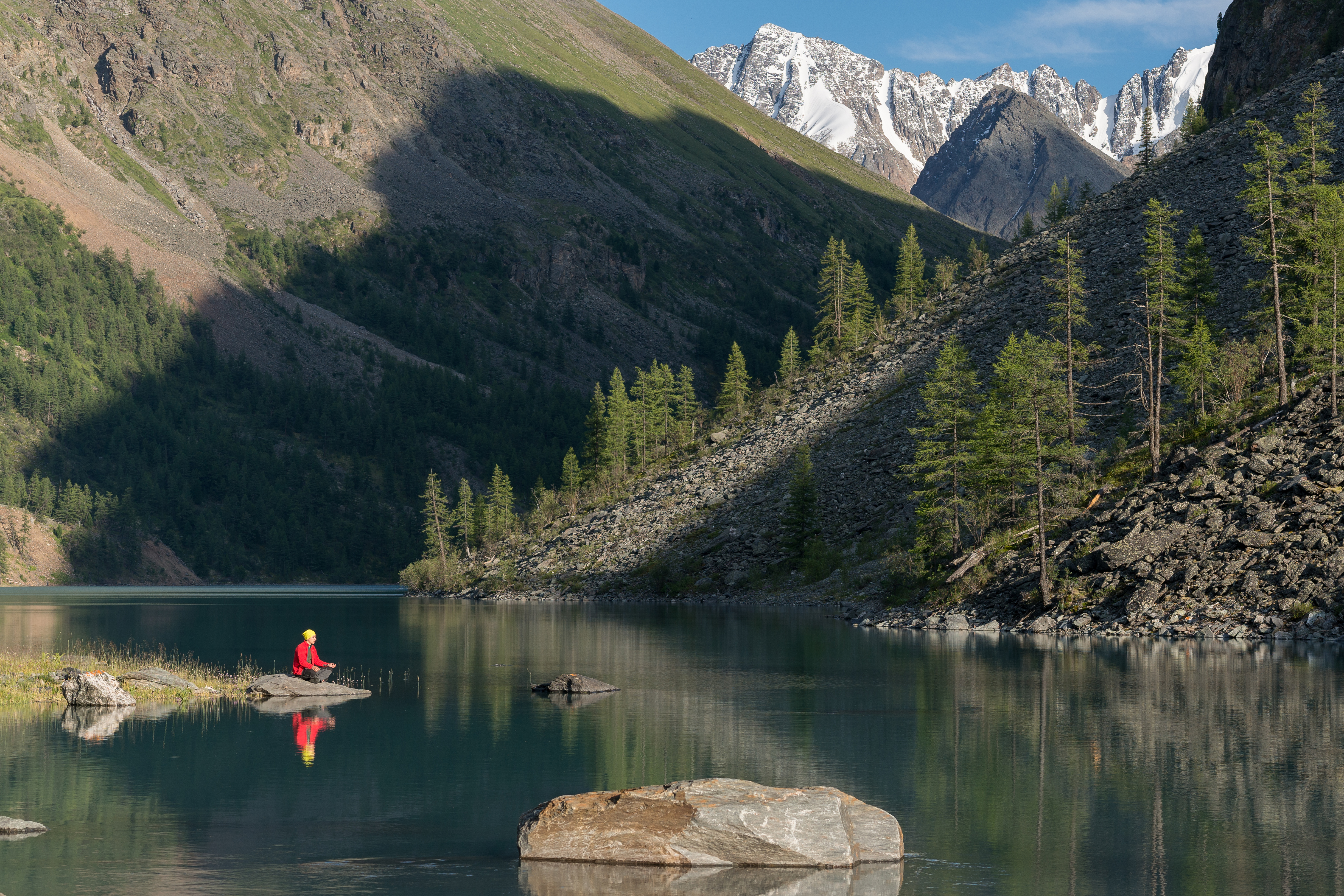
Північне закінчення Нижнього Шавлинського озера
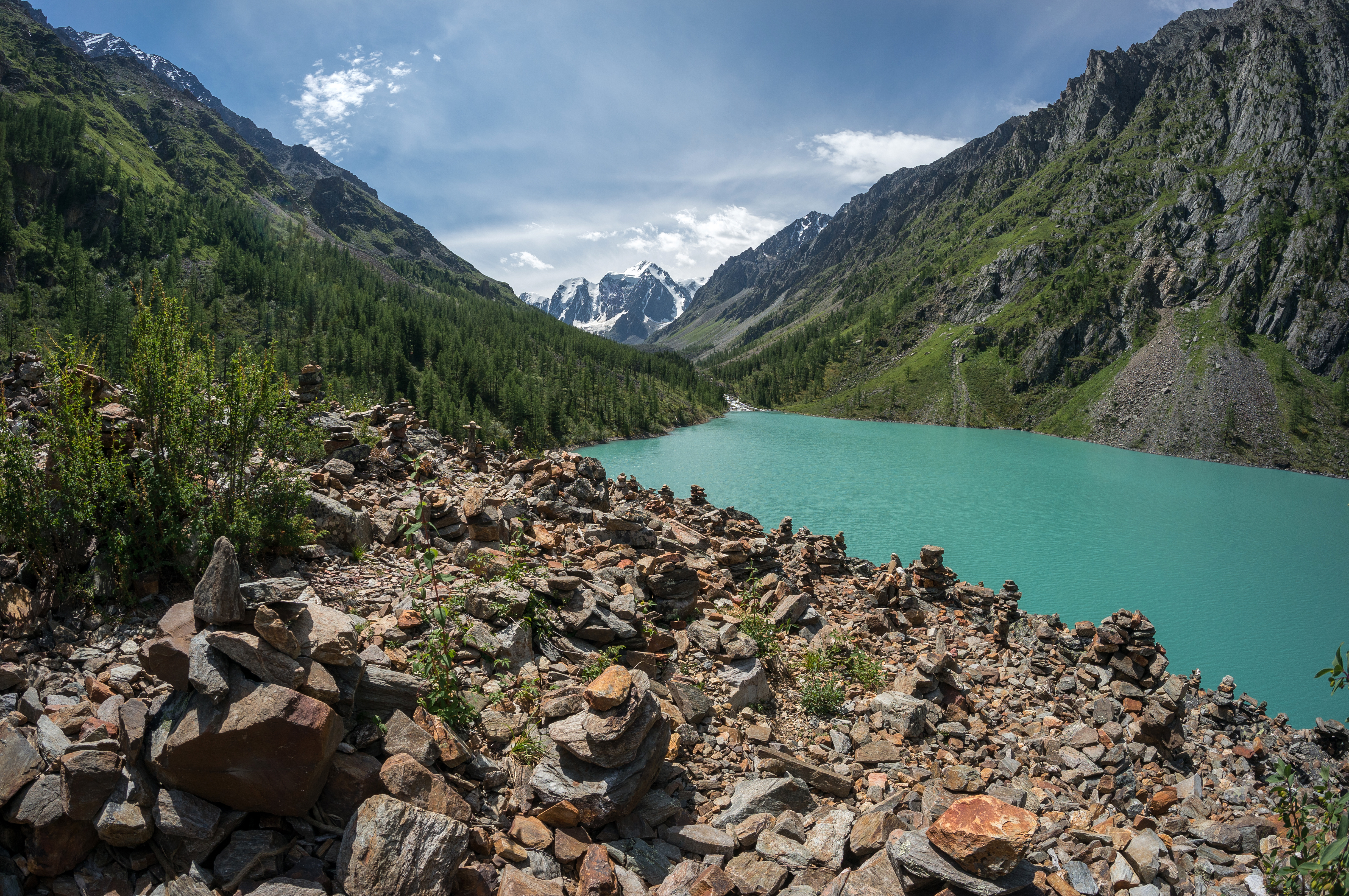
Нижнє озеро. Вид з південного закінчення берега.
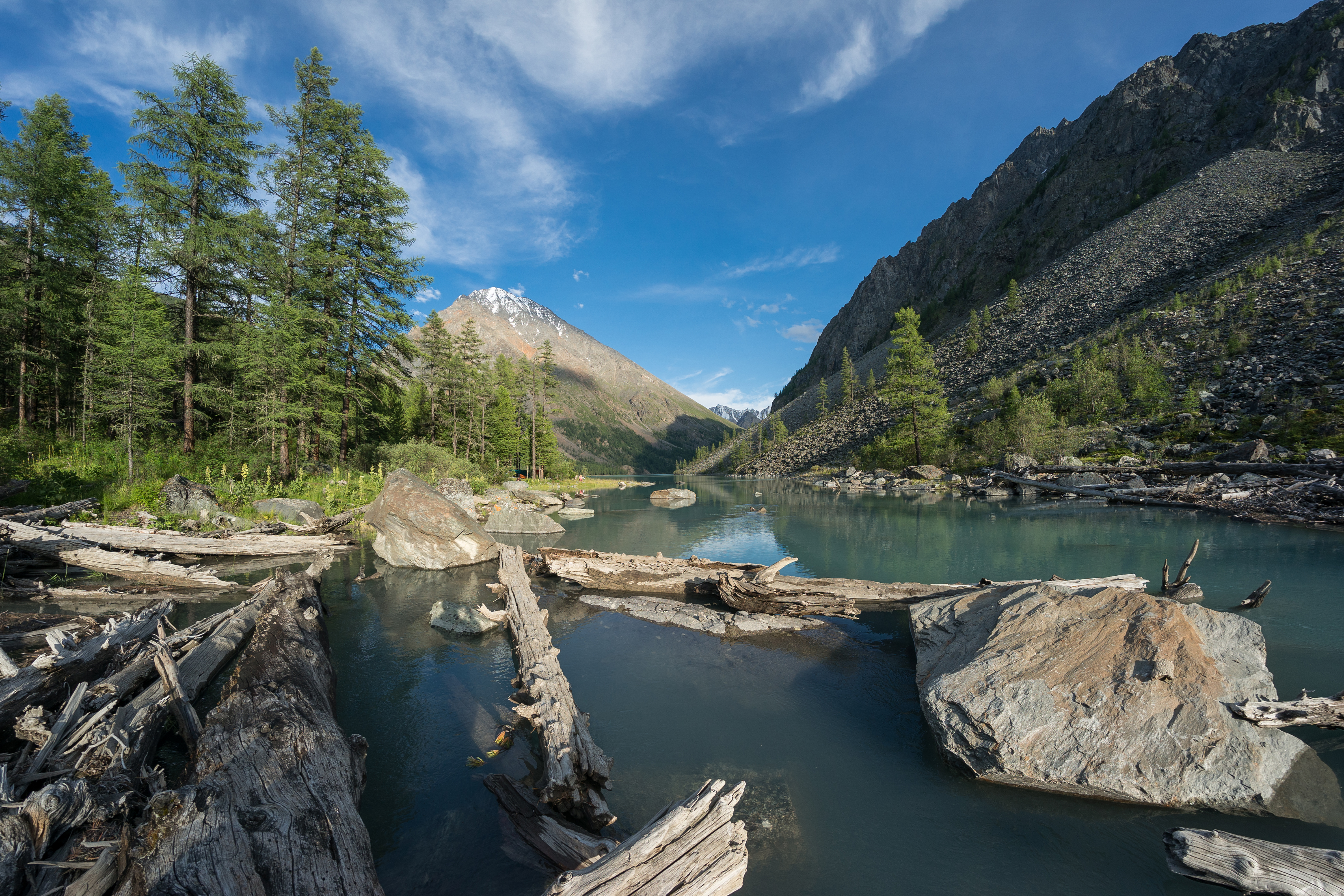
Північне закінчення Нижнього Шавлинського озера
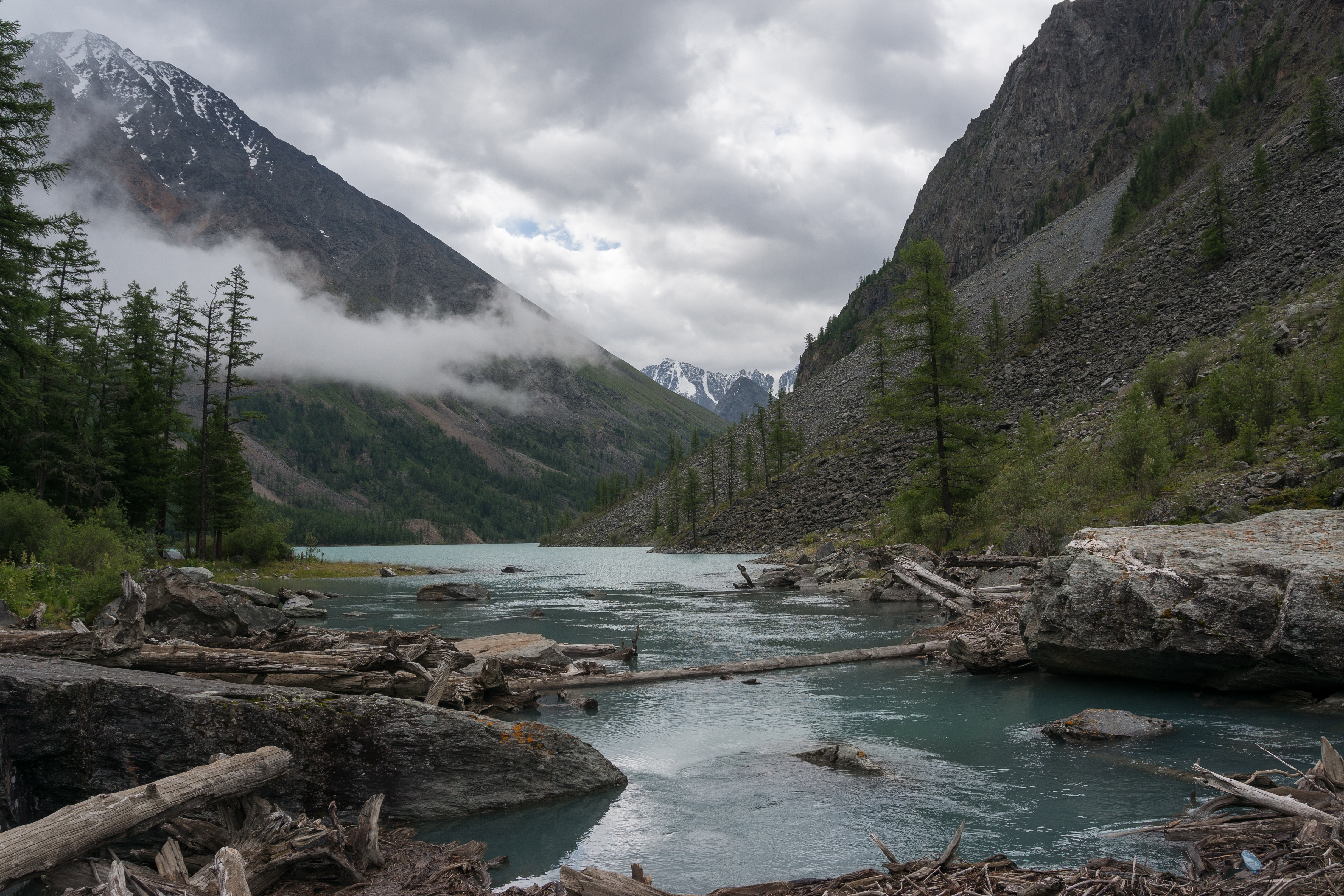
Ранковий туман над північним закінченням Нижнього Шавлинського озера
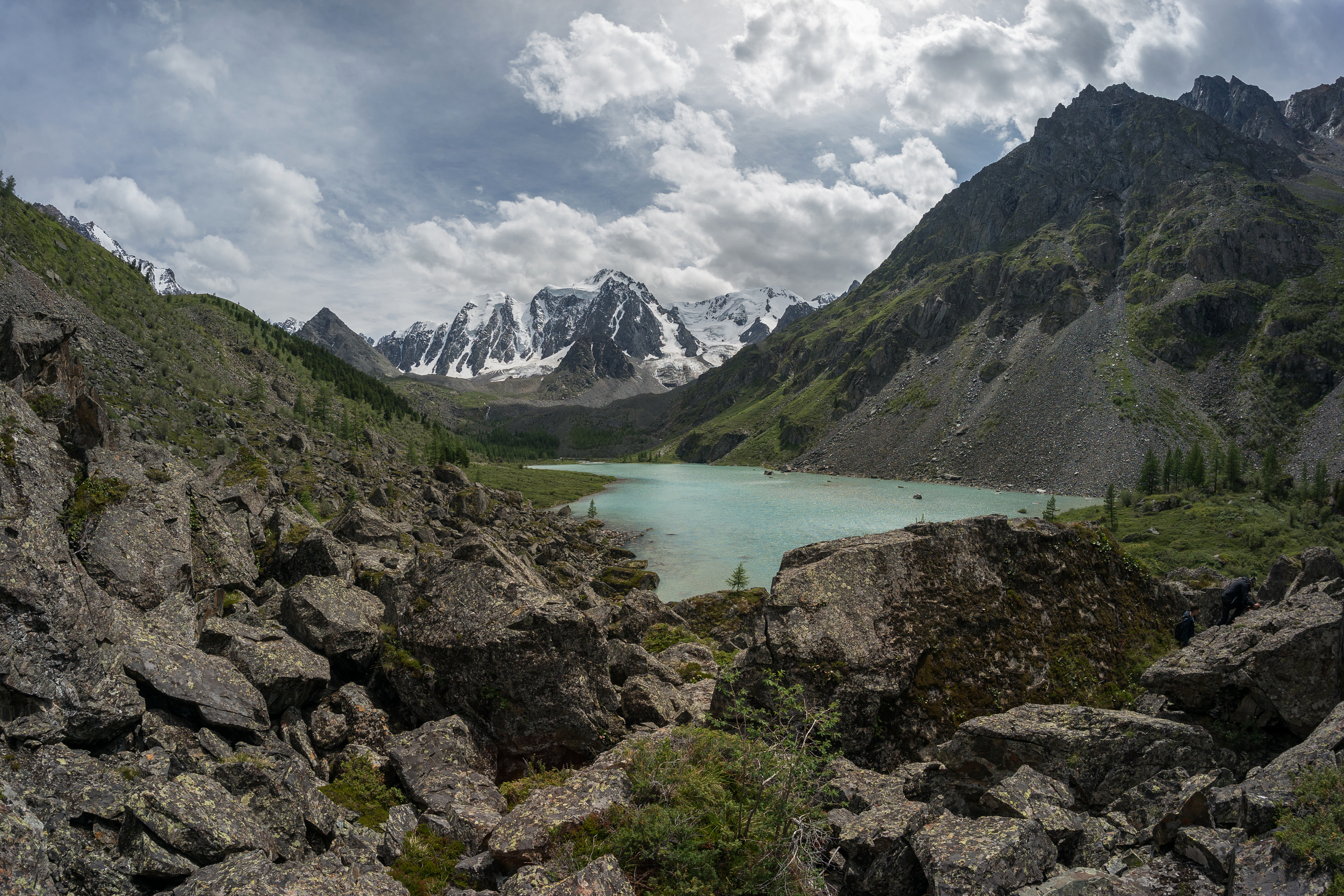
Верхнє Шавлинське озеро на фоні Північно-Чуйського хребта
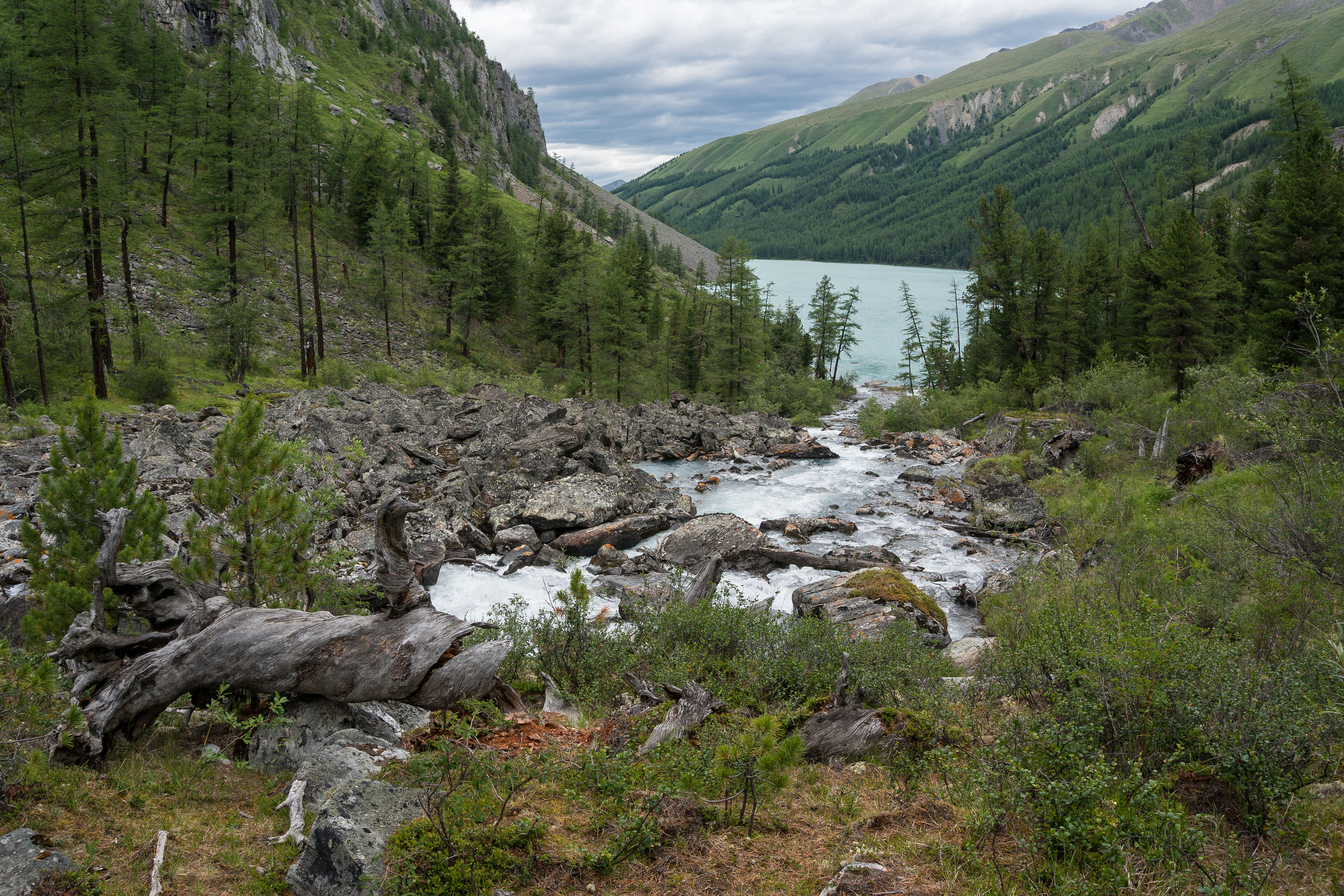
Вид на впадання Шавли в Нижнє Шавлинське озеро
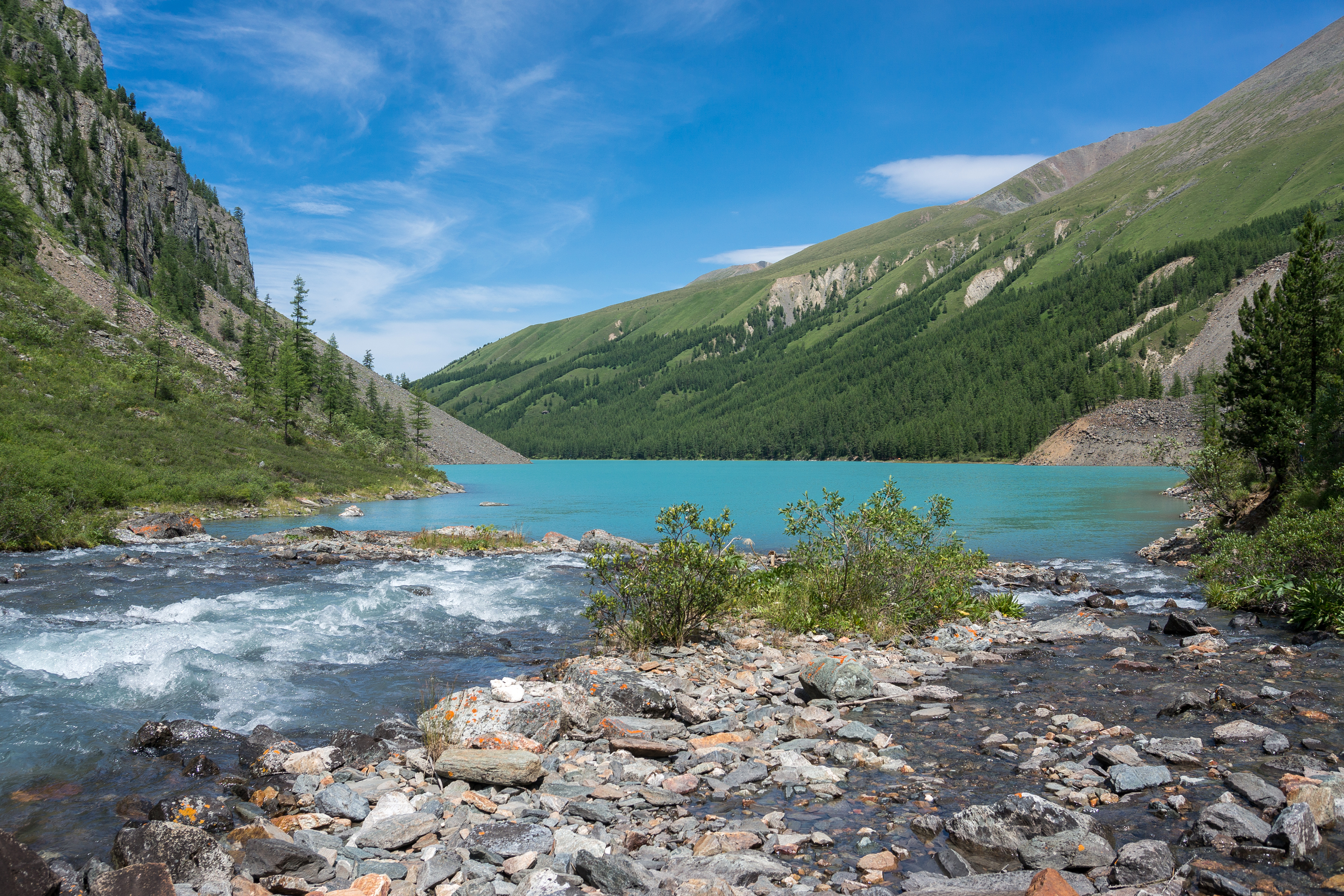
Впадання Шавли в Нижнє Шавлинське озеро